# Joseph Pinvidic
Joseph Pinvidic, né le 15 novembre 1900 à Landivisiau (Finistère) et mort le 21 janvier 1976 dans cette même ville, est un homme politique français.

## Biographie
Après des études vétérinaires effectuées à Lyon, et qu'il achève en 1927, Joseph Pinvidic s'installe dans sa ville natale pour y exercer. Il devient rapidement président du syndicat départemental des vétérinaires du Finistère.
Il s'engage en politique dans les années 1930. D'abord membre du principal parti de droite, la Fédération républicaine, il est, en 1935, élu conseiller municipal de Landivisiau, ville dont il devient maire-adjoint, sous l'occupation, en 1941, puis maire en 1944.
Il rejoint cependant dès sa fondation, en juillet 1936, le Parti social français.
En 1945, il est élu conseiller général du Finistère, dans le canton de Landivisiau, et siège avec les « indépendants », c'est-à-dire à droite. Il est ensuite élu président du conseil général, mandat qu'il conserve jusqu'en 1950.
Réélu pendant toute la quatrième République comme maire et conseiller général, il rejoint en 1947 le Rassemblement du Peuple Français, et se présente, sous cette étiquette, aux élections du Conseil de la République de novembre 1948. Deuxième sur la liste menée par Antoine Vourc'h, il est élu et siège au sein du groupe de l'Action démocratique et républicaine.
Vice-président de la commission du ravitaillement et des boissons en 1951, son action au Palais du Luxembourg se limite à de nombreux interventions dans les débats parlementaires, sans dépôt de textes, essentiellement sur les questions agricoles. Dans les médias, il prend par ailleurs, fait et cause pour l'enseignement des langues régionales à l'école. Quelques mois avant l'adoption de la loi Deixonne, il défend ainsi sur les ondes de La Tribune de Paris, aux côtés d'Antoine Vourc'h, l'enseignement de la langue bretonne et déclare notamment : « la vraie civilisation ne s’accommode pas de l’uniformité des cerveaux ainsi que semble le rechercher et le prôner certaines idéologies monstrueuses. Une seule langue, une seule pensée, un seul moule, une seule misère nationale. Notre pays doit être riche de la diversité et c’est précisément parce que notre pays est riche de ses régions qu’il doit être riche de ses diverses langues  parce qu'il m’apparaît que le breton -et je m’en tiens au breton-  doit être enseigné ».
En juin 1951, il mène la liste du RPF dans le Finistère pour les élections législatives. Obtenant 27,8 % des voix, il arrive en tête et est facilement élu, ainsi que trois autres gaullistes.
Membre de la commission de l'agriculture, il est à l'assemblée nationale, plus actif qu'au Conseil de la République, mais se concentre toujours sur les questions agricoles, tout en continuant d'intervenir très régulièrement à la tribune. Il défend notamment les intérêts des éleveurs qui pâtissent de l'épizootie de fièvre aphteuse de 1952-1953.
En 1953, lors de la dissolution du RPF, il choisit de s'inscrire au groupe des Indépendant d'action sociale et républicaine, avec de rejoindre le Centre national des indépendants l'année suivante.
En 1956, c'est sous cette étiquette qu'il se représente aux législatives, et obtient 15,8 % des voix, ce qui est suffisant à le faire réélire.
Membre du groupe des Indépendants et paysans d'action sociale, il continue d'intervenir sur les questions agricoles, et notamment pour soutenir les éleveurs.
De nouveau candidat en novembre 1958, il est réélu au deuxième tour, avec 41,5 % des voix, dans une triangulaire l'opposant à l'ancien député MRP Louis Guillou et un candidat de droite indépendant.
Le changement de régime politique n'influe pas sur les engagements de Pinvidic, qui continue de se faire le porte-parole des éleveurs, et plus particulièrement des bretons, à l'assemblée.
Soutenant la politique du gouvernement pendant toute la législature, il reste cependant silencieux sur la question centrale de l'indépendance de l'Algérie, et ne participe pas aux débats internes au CNI sur la participation à la majorité.
Cependant, en octobre, il fait partie des députés de droite qui votent la motion de censure contre le gouvernement Pompidou, qui provoque des élections législatives anticipées.
Mais, sceptique sur l'avenir d'une droite anti-gaulliste, il décide de ne pas se représenter, et laisse le champ libre à l'UNR dans sa circonscription. Il ne joue plus par la suite, de rôle politique national.

## Détail des fonctions et des mandats
Mandats parlementaires
- 17 juin 1951 - 1er décembre 1955 : Député du Finistère
- 2 janvier 1956 - 8 décembre 1958 : Député du Finistère
- 30 novembre 1958 - 9 octobre 1962 : Député de la 5e circonscription du Finistère
- 7 novembre 1948 - 31 juillet 1951 : Sénateur du Finistère